# Zjednoczona Lewica
Die Zjednoczona Lewica (Vereinigte Linke; abgekürzt ZL) war ein für die Parlamentswahl in Polen 2015 geschlossenes Wahlbündnis politisch linker Parteien. Trotz anfänglicher Fortführungsabsichten zur Zusammenarbeit wurde die Vereinigung nach der Wahlniederlage aufgelöst.

## Geschichte
Das Wahlbündnis wurde im Juli 2015 gegründet. Es vereinte Parteien der politischen Linken, des Liberalismus und der Grünen Bewegung. Spitzenkandidatin war Barbara Nowacka von Twój Ruch.
Ziel eines gemeinsamen Wahlantritts war es, den Wiedereinzug der Linken in den Sejm zu sichern. Nach den desaströsen Wahlergebnissen der Kandidaten Magdalena Ogórek (SLD) und Janusz Palikot (Twój Ruch) bei der Präsidentschaftswahl im Mai 2015 sowie den schlechten Umfragen in den Folgewochen erhoffte man sich durch den Zusammenschluss eine größere Wählerresonanz bei der anschließenden Parlamentswahl im Oktober.
Dieses Wahlbündnis war bereits der dritte Versuch von Parteien des linken Spektrums, größere Erfolge zu feiern. 2006 und 2007 hatte man sich als Linke und Demokraten für die Kommunalwahl 2006 und Parlamentswahl 2007 erfolgreich zusammengeschlossen. Erfolglos hingegen blieb die 2014 gebildete Initiative Europa Plus für die Europawahl 2014.
Folgende sechs Parteien gehörten der Vereinigten Linke an:
- Sojusz Lewicy Demokratycznej (Bund der demokratischen Linken; SLD), 1991 gebildete, sozialdemokratische Nachfolgepartei der früheren regierenden Polnischen Vereinigten Arbeiterpartei
- Twój Ruch (Deine Bewegung, TR), 2011 aus der Bürgerplattform hervor gegangene linksliberale Partei
- Polska Partia Socjalistyczna (Polnische Sozialistische Partei, PPS), 1892 in Paris gegründete sozialistische Partei von Exilpolen, die sich am Erfurter Programm der SPD orientierte
- Unia Pracy (Arbeitsunion, UP) 1992 gegründete sozialdemokratische Partei
- Partia Zieloni (Partei Die Grünen, PZ), 2004 gegründete grüne Partei
- Polska Partia Pracy (Polnische Arbeitspartei, PPP)[1], 2001 gebildete, im Selbstverständnis klassisch sozialistische Partei.

Bei den Parlamentswahlen, die am 25. Oktober 2015 stattfanden, verfehlte das Bündnis mit 7,55 % knapp die Acht-Prozent-Sperrklausel für Wahlbündnisse und blieb außerhalb des Parlaments.
Einige Politbeobachter sahen zwei Hauptgründe für das mäßige Abschneiden der Vereinigten Linke: Die Koalition wurde wegen ideologischer Unstimmigkeiten zwischen der SLD und Twój Ruch erst sehr spät geschlossen. Auch war dadurch das Wahlprogramm oberflächlich und unterschied sich wenig von den sozialen Vorhaben der gegnerischen rechtskonservativen PiS. Zudem konnte die fünf Monate vor den Wahlen gegründete und konkurrierende linke Partei Partia Razem, die auf Anhieb 3,6 % holte, dem Linksbündnis viele Stimmen abringen. Dessen Erfolg sei durch einen guten Auftritt von Adrian Zandberg bei der TV-Debatte aller Spitzenkandidaten in der Endphase des Wahlkampfes zu verdanken.
Nach den Wahlen wurde das Bündnis offiziell aufgelöst. Zunächst bestand die grundsätzliche Absicht, weiterhin gemeinsam unter der Dachmarke Zjednoczona Lewica als außerparlamentarische Kraft auftreten zu wollen, was jedoch am Unwillen einiger Parteigrößen scheiterte.
Unter der Federführung der damaligen Spitzenkandidatin Barbara Nowacka wurde Ende Februar 2016 gemeinsam mit anderen (Ex)-Mitgliedern linker Parteien die neue Vereinigung Inicjatywa Polska (Initiative Polen) präsentiert. SLD-Neochef Włodzimierz Czarzasty, dessen Partei die neue Initiative nicht unterstützt, erklärte daraufhin das Projekt „Vereinigte Linke“ für endgültig beendet.

## Sonstiges
Fast zeitgleich meldete sich eine andere Bewegung unter dem Namen „Vereinigte Linke“ für die Parlamentswahl an. Somit waren zwei verschiedene Listen mit identischem Namen bei der Wahlbehörde registriert. Dabei handelte es sich um eine Gruppe kleinerer Links-Parteien, die mit den Bedingungen der Vereinigten Linken nicht einverstanden war und daher ein eigenes Bündnis bildete. Dieser Doppelgänger verzichtete allerdings später auf die Kandidatur und unterstützte stattdessen die liberal-konservative Platforma Obywatelska (PO).
Diese Namensgleichheit sorgte in den Medien kurzfristig für Erheiterung, zeigte aber, wie gespalten die linke Politszene in Polen ist.